# Саммит НАТО в Брюсселе (2022)
Внеочередной саммит 2022 года, на котором встретились главы государств и главы правительств стран НАТО, прошёл в Брюсселе (Бельгия) 24 марта 2022 года. Встреча состоялась из-за вторжения России на Украину в 2022 году.
В этот же день прошли встречи лидеров «Большой семёрки». Президент Украины Владимир Зеленский принял участие в формате видеоконференции и выступил на саммите. Зеленский попросил страны НАТО предоставить Украине военную технику, включая боевые самолеты, танки и бронетехнику. Он также призвал НАТО установить бесполётную зону для предотвращения воздушных и ракетных ударов по Украине. На саммите некоторые государства НАТО обязались увеличить военные расходы.
На саммите лидеры также договорились о продлении срока полномочий Генерального секретаря Йенса Столтенберга ещё на год до сентября 2023 года. 
После саммита лидеры опубликовали совместное заявление, в котором осудили нападения России на мирных жителей и призвали Россию немедленно приостановить военные действия на Украине, как это было предписано Международным судом неделей ранее.

## Присутствовавшие лидеры
| Страна             | Представитель        | Должность                  |
| Албания            | Эди Рама             | премьер-министр            |
| Бельгия            | Александр Де Кро     | премьер-министр            |
| Болгария           | Румен Радев          | президент                  |
| Канада             | Джастин Трюдо        | премьер-министр            |
| Хорватия           | Зоран Миронович      | президент                  |
| Чехия              | Петр Фиала           | премьер-министр            |
| Дания              | Метте Фредериксен    | премьер министр            |
| Эстония            | Кая Каллас           | премьер-министр            |
| Франция            | Эмманюэль Макрон     | президент                  |
| Германия           | Олаф Шольц           | канцлер                    |
| Греция             | Кириакос Мицотакис   | премьер-министр            |
| Венгрия            | Виктор Орбан         | премьер-министр            |
| Исландия           | Катрин Якобсдоуттир  | премьер-министр            |
| Италия             | Марио Драги          | премьер-министр            |
| Япония             | Фумио Кисида         | премьер-министр            |
| Латвия             | Эгилс Левитс         | президент                  |
| Литва              | Гитанас Науседа      | президент                  |
| Люксембург         | Ксавье Беттель       | премьер-министр            |
| Черногория         | Мило Джуканович      | президент                  |
| Нидерланды         | Марк Рютте           | премьер-министр            |
| Северная Македония | Димитар Ковачевский  | премьер-министр            |
| Норвегия           | Йонас Гар Стёре      | премьер-министр            |
| Польша             | Анджей Дуда          | президент                  |
| Португалия         | Антониу Кошта        | премьер-министр            |
| Румыния            | Клаус Йоханнис       | президент                  |
| Словакия           | Зузана Чапутова      | президент                  |
| Словения           | Янез Янша            | премьер-министр            |
| Испания            | Педро Санчес         | премьер-министр            |
| Турция             | Реджеп Тайип Эрдоган | президент                  |
| Украина            | Владимир Зеленский   | президент (видеообращение) |
| Великобритания     | Борис Джонсон        | премьер-министр            |
| США                | Джо Байден           | президент                  |
| НАТО               | Йенс Столтенберг     | генеральный секретарь      |
| Европейский союз   | Урсула фон дер Ляйен | председатель комиссии      |